# حمید مدرسی
حمید مدرسی (زادهٔ ۵ خرداد ۱۳۴۳) تهیه‌کننده و مدیر تولید ایرانی است.

## تهیه‌کننده
- کلاه‌قرمزی و بچه‌ننه (۱۳۹۰)
- رفیق بد (۱۳۸۶)
- زیر درخت هلو (۱۳۸۴)
- خوابگاه دختران (۱۳۸۲)
- کلاه‌قرمزی و سروناز (۱۳۸۱)

## مجری طرح
- کلاه‌قرمزی و بچه‌ننه (۱۳۹۰)
- رفیق بد (۱۳۸۶)
- زیر درخت هلو (۱۳۸۴)
- خوابگاه دختران (۱۳۸۳)
- کلاه قرمزی و سروناز (۱۳۸۱)
- بوی پیراهن یوسف (۱۳۷۴)

## مدیر تولید
- رفیق بد (۱۳۸۶)
- زیر درخت هلو (۱۳۸۴)
- خوابگاه دختران (۱۳۸۳)
- کلاه‌قرمزی و سروناز (۱۳۸۱)
- دختر شیرینی‌فروش (۱۳۸۰)
- صدای سخن عشق (۱۳۷۹)
- عینک دودی (۱۳۷۸)
- بوی پیراهن یوسف (۱۳۷۴)